# Otto Gottwald
Otto Gottwald (22 agosto 1910 – ...) è stato un cestista tedesco.

## Carriera
Con la Germania ha preso parte alle Olimpiadi del 1936.